# Dunlop

## Povijest tvrtke
Godine 1888. škotski veterinar John Boyd Dunlop napravio je prvu zrakom punjenu gumu za biciklu. Ideju je dobio dok je radio na trociklu svog sina. Silno oduševljen laganom rotacijom zrakom punjene gume u odnosu na drveni kotač Dunlop je pohitao u patentni ured da prijavi svoj pronalazak. Dvije godine poslije su mu javili da mu pronalazak ne mogu prihvatiti, jer je patentiran čak 43 godine prije, odnosno 1845. godine na ime još jednog Škota, genijalnog izumitelja ispred svog vremena čije ime je Robert William Thomson. Imao je samo 23 godine kada je zrakom punjene gume montirao na razne kočije i parno vozilo koje je sam konstruirao. Nažalost, u to doba 1845. godine, kvaliteta gume je bila jako loša, tako su se gume stalno bušile, te njegov izum nije zaživio u komercijalne svrhe. Ni John Dunlop 43 godine poslije, unatoč ulaganju u bicikle koje su vožene na njegovim pneumaticima redovito pobjeđivale u Irskoj, Škotskoj i Engleskoj nije uspio progurati pronalazak u komercijalne svrhe. Njegova kompanija je postala svjetski poznata tek 17 godina nakon njegove smrti, 1890. Kada je u Belfastu počela komercijalna proizvodnja.
Prvu tvornicu guma otvara 1890. godine u Dublinu, a tri godine kasnije i u Hanau u Njemačkoj. Već 1895. godine prvi automobili koriste Dunlopove pneumatike koji se prodaju u Francuskoj i Kanadi, a započinje proizvodnja u Australiji i SAD-u. Budući da potražnja za gumama sve više raste, proizvodnja se prebacuje u Birmingham koji u svijetu postaje poznat kao Fort Dunlop. U samo dvadesetak godina zastarjela puna guma odlazi u povijest, a na temeljima Dunlopova izuma nastaje prva globalna multinacionalna kompanija koja posluje u cijelom svijetu.

## Dunlop u automobilizmu
Dunlop je bio jedan od četiri dobavljača guma koji su sudjelovali na prvom prvenstvu Formule 1 1950. Na kraju 1970. Dunlop se povukao iz Formule 1, a od 1961. do 1963. su bili jedini dobavljači guma u Formuli 1. Nakon povlačenja 1970., nakratko su se vratili u Formulu 1 1976. i 1976., ali bez većih uspjeha. Dunlop je u Formuli 1 proveo ukupno 23 sezone, a u 175 utrka su ostvarili 83 pobjede. Prvi vozač koji je pobijedio na Dunlop gumama je bio Maurice Trintignant u bolidu Cooper-Climax na VN Monaka 1958., dok je posljednju pobjedu na Dunlop gumama ostvario Pedro Rodríguez u BRM-u na VN Belgije 1970.